# تاداشی کویا
تاداشی کویا (انگلیسی: Tadashi Koya؛ زادهٔ ۲۴ مهٔ ۱۹۷۰) بازیکن فوتبال اهل ژاپن است.
از باشگاه‌هایی که در آن بازی کرده‌است می‌توان به باشگاه فوتبال جف یونایتد ایچیهارا چیبا اشاره کرد.